# Vincenzo Galdi

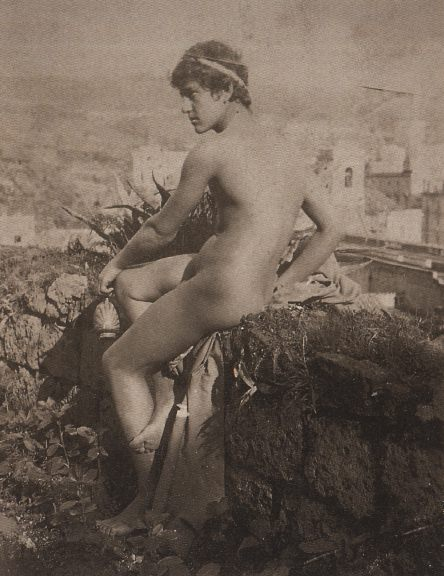
Vincenzo Galdi ritratto da Plüschow a Posillipo, verso il 1895.

Vincenzo Galdi (Napoli, 11 ottobre 1871 – Roma, 23 dicembre 1961) è stato un fotografo italiano di nudo, soprattutto femminile ma anche maschile.

## Biografia
Vincenzo Galdi nacque nel 1871 a Napoli e morì nel 1961 a Roma, dove è sepolto nel cimitero del Verano.
Dotato di grande bellezza, come visibile dalle fotografie che lo ritraggono e dalle descrizioni di coloro che l'hanno visto, fin dai diciott'anni diventò modello e assistente di Wilhelm von Plüschow.
Quando Plüschow si trasferì da Napoli a Roma, Galdi lo seguì. Una lettera del gennaio 1896 di Theodore F. Dwight (1846-1917) è il solo documento diretto su di lui che abbiamo per ora. Dwight, raccontando una visita allo studio di Plüschow a Roma, scrive:
Lì ho appreso che si trattava di Vincenzo Galdi, il modello di tante delle nostre foto. Ha posato per quelle in cui è seduto sul muretto, con una fascia intorno alla testa, e assieme a Edoardo, il giovane più bello, in un numero infinito d'altre foto.»
In questo periodo Galdi iniziò ad imparare la fotografia da Plüschow. Ciò è dimostrato dall'esistenza d'immagini che utilizzano sia gli stessi modelli sia gli stessi ambienti delle foto di Plüschow, ma che sono firmate da Galdi.
Attorno al 1900 Galdi, ormai sposato con la bellissima Virginia Guglielmi, apre uno studio autonomo, indicato sui timbri delle sue immagini in "Via Sardegna 55, presso la via Campania" (in realtà a pochi passi dallo studio di Plüschow, che era in via Sardegna 34).
Può darsi che nel corso della separazione Galdi abbia portato con sé alcuni negativi già utilizzati dall'azienda di Plüschow, o può darsi addirittura che la separazione sia stata solo formale ma che i due fotografi abbiano continuato a collaborare, fatto sta che esemplari diversi delle stesse immagini portano a volte il timbro di Galdi e a volte quello di Plüschow. Ciò, ovviamente, accresce la confusione attributiva relativa alla produzione di questo fotografo e a quella del suo maestro.

## Produzione
Fin dall'inizio Galdi rivela un approccio ancora più esplicito all'erotismo di quanto non fosse quello, per i tempi già audace, del suo maestro.
Galdi inoltre accentua, rispetto a Plüschow, la produzione di foto di nudo femminile: non è chiaro se ciò sia avvenuto per sua predilezione personale per le donne o se per una strategia intesa ad evitare la concorrenza del più affermato studio di Plüschow, noto specialmente per i suoi nudi maschili.
La produzione galdiana di nudo è già (troppo precocemente) "industriale", e trasgredisce deliberatamente in più di un'occasione i confini tra "erotismo artistico" e franca pornografia. Nei nudi maschili Galdi propone ad esempio modelli in erezione, cosa naturalmente evitata dai fotografi d'arte dell'epoca.
Dotato di una buona tecnica artistica, che nei nudi più studiati gli consente di arrivare a risultati artistici di tutto rispetto, Galdi preferisce comunque nella sua produzione un approccio tutto sommato seriale e meno studiato dal punto di vista estetico, nel quale l'erotismo è affrontato in modo più diretto, rinunciando a molti degli alibi d'arte che coprivano la produzione di nudo erotico in quegli anni.

## Fine dell'attività
Quasi per caso, nei documenti che riguardano lo scandalo che pose fine all'attività di Wilhelm von Plüschow nel 1907, appare la notizia che anche un altro fotografo romano di nudo era stato arrestato e condannato per "oltraggio alla morale". Xavier Mayne ci fa sapere nel 1908, nel suo The Intersexes:
In effetti, in un trafiletto di cronaca, su Il Messaggero del 2 aprile 1908, riguardante il processo contro il fotografo tedesco è scritto:
Dopo questa vicenda, Galdi abbandonò l'attività di fotografo per aprire una galleria d'arte in Via del Babuino a Roma.

## Problemi critici
Un giudizio critico sull'opera di Galdi è ancora difficile, dato che una parte non trascurabile delle sue immagini disponibili in pubblicazione è stata edita sotto attribuzioni errate, di solito sotto il nome di Plüschow, ma anche sotto quello di Wilhelm von Gloeden.
A volte la confusione è stata intenzionale, per smerciare sul mercato antiquario un'immagine con un'attribuzione di maggiore valore commerciale, ma spesso è derivata semplicemente dal fatto che fino ad oggi non è stato compiuto uno studio storico-critico su di lui e sul suo lavoro. Anche le opere a stampa che, negli ultimi anni, hanno iniziato a trattare Galdi come personalità artistica a sé, non sono per ora state in grado di aggiungere chiarimenti biografici alle scarse notizie qui esposte.